# Vrikshasana
Vrikshasana (en sánscrito: वृक्षासन, AITS: vṛkṣāsana) o postura del árbol es una asana de pie del hatha yoga. Es una postura de equilibrio de nivel básico o para principiantes.

## Etimología y origen
La palabra en sánscrito Vrikshasana significa 'postura del árbol': 
- Vriksa (en sánscrito: वृक्ष, AITS: vṛkṣa), que significa 'árbol'[2]
- Asana (en sánscrito: आसन, AITS: āsana), que significa 'postura'[3]

### Origen

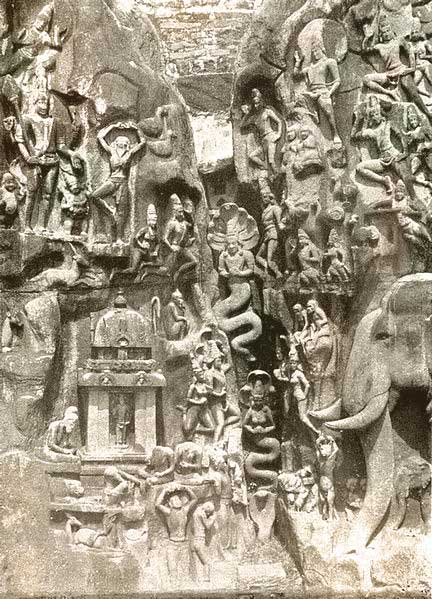
El detalle del relieve rocoso el descenso del Ganges en Mahabalipuram parece mostrar a una persona en Vrikshasana en la parte superior izquierda.

Según el cronista griego Estrabón, la expedición de Alejandro Magno a la India (327–325 a. C.) se topó con ascetas indios que se mantenían inmóviles en diferentes posturas. Uno de ellos se mantuvo en equilibrio sobre una sola pierna durante un día entero, cambiando de una a otra para descansarlas, mientras sostenía una viga sobre la cabeza para mostrar su resistencia.
Una estela de piedra del siglo VII en Mahabalipuram parece contener una figura de pie sobre una pierna, lo que tal vez indica que una postura similar a vrikshasana estaba en uso en ese momento. Se dice que los sadhus se disciplinaron al elegir meditar en la pose.
La posición es descrita en el verso 2.36 del Gheranda-samjita, uno de los textos clásicos del hatha yoga de finales del siglo XVII, de la siguiente manera:

Parado derecho sobre la pierna izquierda, doble la pierna derecha y coloque el pie derecho en la raíz del muslo izquierdo. Párate así como un árbol en el suelo. Esto se llama Vrikshasana.
Gheranda-samjita II.36, Siglo XVII

## Descripción
Vrikshasana es una asana de posición de pie donde el practicante se para en una pierna y luego levanta la pierna opuesta y la dobla colocándola en el muslo correspondiente. El drishti recomendado para esta postura es el oordhva drishti, enfocando la mirada hacia el cielo o hacia arriba. Las palmas de la mano están juntas y se llevan sobre la cabeza con las puntas de los dedos apuntando al cielo. La asana de inicio y de fin para esta postura es Tadasana (postura de montaña).
El cuerpo se balancea en la dirección medio-lateral por la presión del pie ejercido sobre el muslo interno; y la influencia de la cadera y el tobillo para corregir las inestabilidades causadas en el cuerpo al realizar Vrikshasana.

## Estudios
Un estudio publicado el 2011 de ensayo clínico en Karnataka, India, con 123 pacientes con diabetes mellitus tipo 2 a lo largo de 3 meses en donde se incluyó esta asana mostró que los practicantes de yoga lograron en promedio una reducción del estrés oxidativo de 20% (60 pacientes) en comparación al grupo de control (63 pacientes).
Un estudio clínico en Nueva Jersey (Estados Unidos) publicado el 2015 en 25 mujeres con 35 a 37 semanas de embarazo que participaron en una sesión de yoga en donde se ejercitaron en 26 asanas (se incluyó Vrikshasana) concluyó que no hubo efectos negativos en la salud de las mujeres y los fetos.

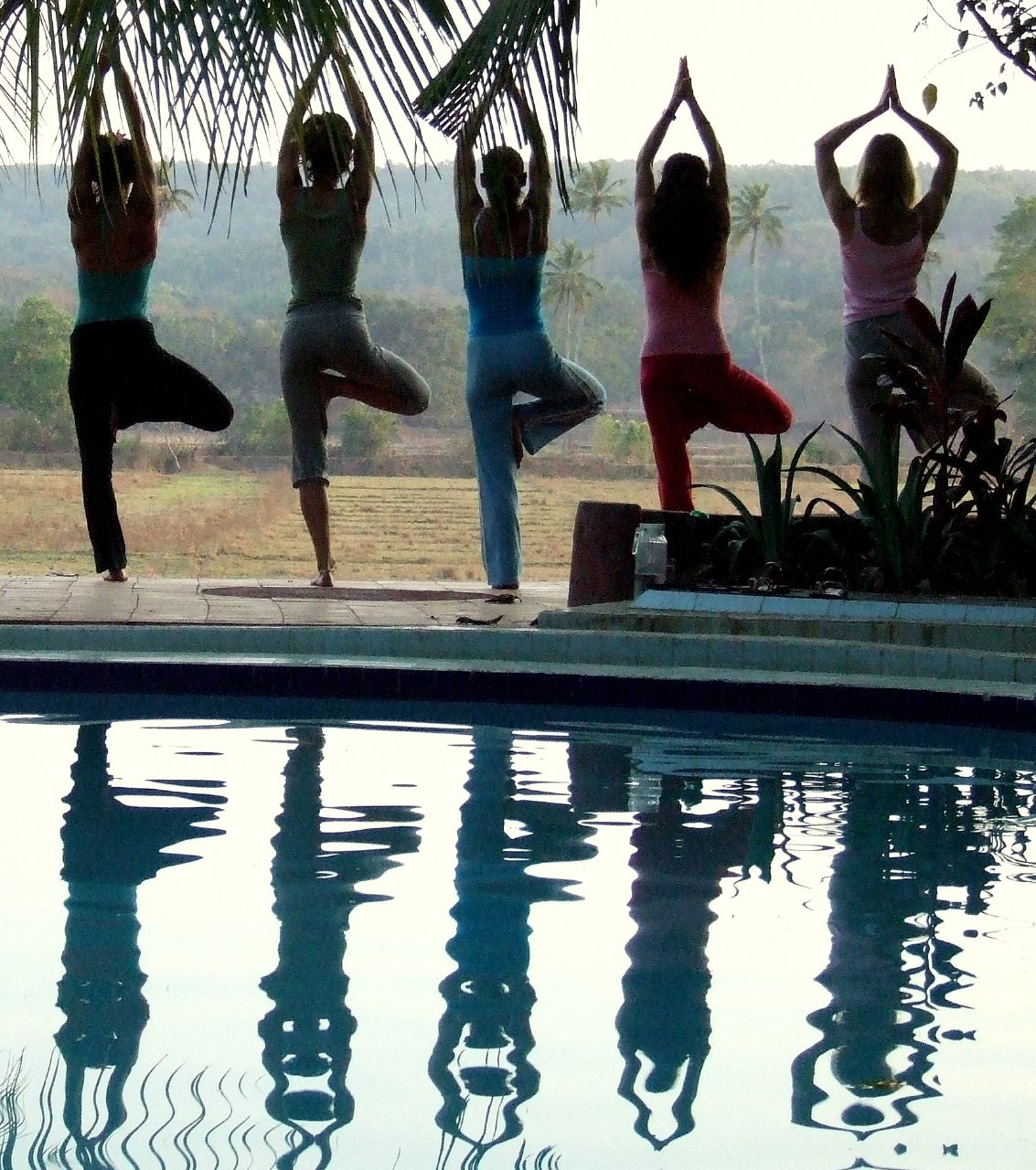
Un grupo contemporáneo de practicantes en Vrikshasana.

Un estudio en Hong Kong publicado el 2015 se realizó para examinar los efectos del hatha yoga durante 12 semanas sobre la resistencia cardiorrespiratoria, la fuerza y resistencia muscular, y la flexibilidad de la espalda baja y los músculos isquiotibiales en adultos chinos. La rutina diaria incluyó 57 posturas dentro de las cuales se consideraron las siguientes: Utkatasana, Tadasana, Malasana, Vrikshasana, Ushtrasana y Virabhadrasana. Los resultados mostraron mejoras significativas en el grupo experimental de hombres y mujeres (87 personas) respecto al grupo de control (86 personas).
Un estudio del 2018 en Chennai, India, en 20 pacientes con depresión a lo largo de 2 meses mostró que la práctica de esta asana puede desarrollar la autoestima y la autoconfianza.
Otro estudio en Pune, India, publicado el 2019, se llevó a cabo para determinar el impacto de la práctica de asanas con el objetivo de comprobar si existe un efecto en la capacidad de equilibrio en personas de 60 a 75 años. Del grupo de muestreo de 40 personas, se eligieron 20 como grupo experimental (10 hombres y 8 mujeres) que llevó durante 4 semanas sesiones de 25 a 30 min en donde se ejercitaron las siguientes asanas paulatinamente: Tadasana, Virabhadrasana, Utkatasana, Vrikshasana, Trikonasana y Adho mukha svanasana; todas con la ayuda de una silla. El estudio concluyó que las yogasanas son efectivas para mejorar el equilibrio en personas de edad avanzada al final de cuatro semanas en comparación con el grupo de control.

## Contraindicaciones
Es una postura contraindicada para personas con problemas neurológicos, hipertensión, problemas agudos de rodilla y lesión de cadera.

### Investigaciones científicas
- Yu, Sean S.-Y.; Wang, Man-Ying; Samarawickrame, Sachithra; Hashish, Rami; Kazadi, Leslie; Greendale, Gail A.; Salem, George J. (2012). «The Physical Demands of the Tree (Vriksasana) and One-Leg Balance (Utthita Hasta Padangusthasana) Poses Performed by Seniors: A Biomechanical Examination». Evidence-based Complementary and Alternative Medicine : eCAM 2012. ISSN 1741-427X. PMC 3437689. PMID 22973410. doi:10.1155/2012/971896. Consultado el 5 de noviembre de 2019.

- Datos: Q639721
- Multimedia: Vṛkṣāsana / Q639721